# Hardwin Jungclaussen

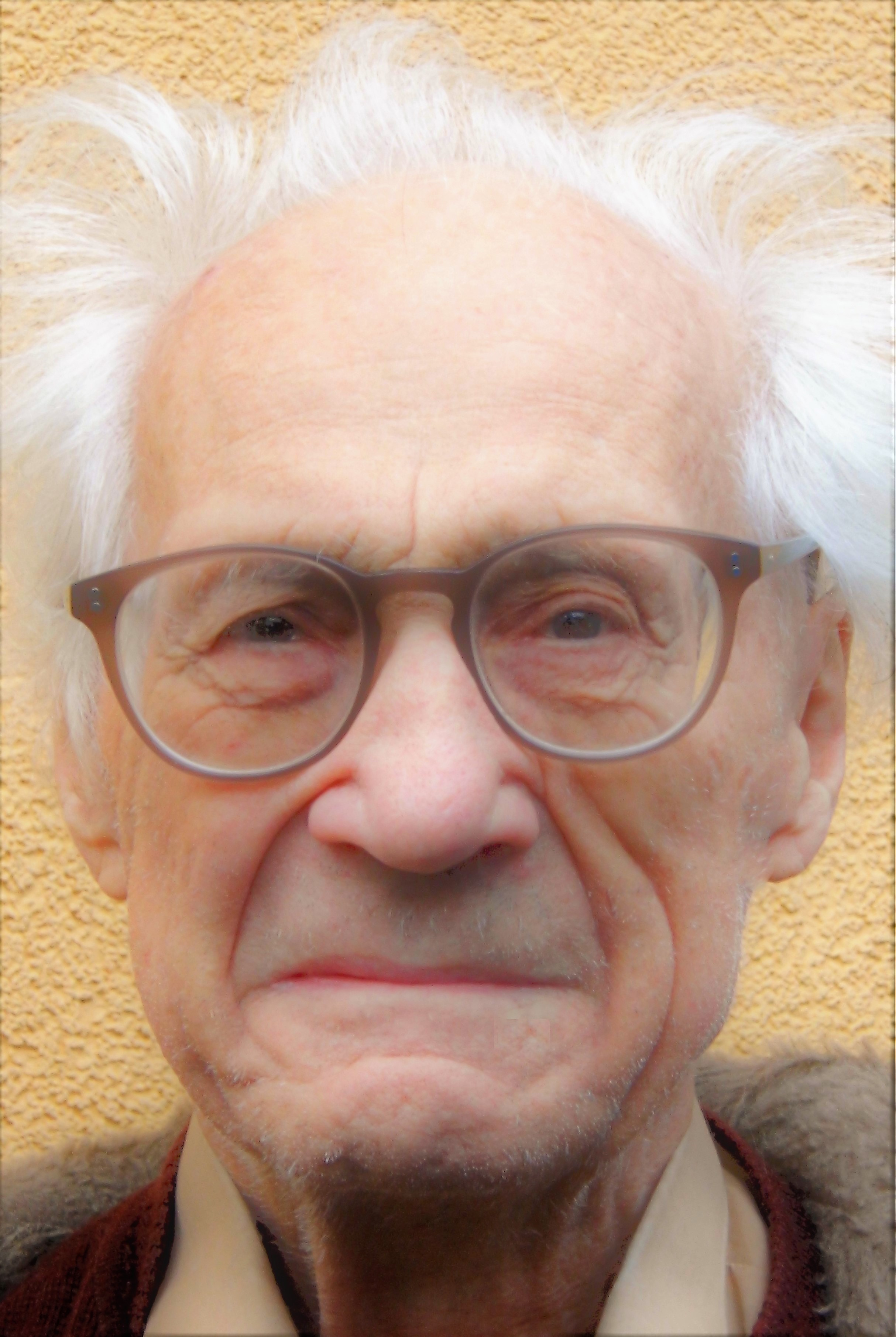
Hardwin Jungclaussen (2018)

Hardwin Jungclaussen (* 12. November 1923 in Hamburg; † 28. September 2019) war ein deutscher Physiker und Ingenieurwissenschaftler mit den Arbeitsgebieten Atomphysik und Informationswissenschaft. Er war ein naher Verwandter der weltbekannten Physiker Heinrich Hertz und Gustav Hertz.

## Leben und Ausbildung
Hardwin Jungclaussen wurde als Sohn des Pfarrers Hermann Jungclaussen und dessen Ehefrau Susanne Jungclaussen, geb. Hertz, Schwester des Physikers und Nobelpreisträgers Gustav Hertz, in Hamburg-Fuhlsbüttel geboren. Beruflich bedingt zog die Familie 1927 nach Münster in Westfalen, wo er ab seinem sechsten Lebensjahr die dortige evangelische Martin-Luther-Schule besuchte. Im Jahr 1937 zog die Familie nach Kiel um, wo er sich für ein humanistisches Gymnasium entschied, obwohl er Physik studieren wollte. So lernte er auf der bereits im Jahre 1320 gegründeten Kieler Gelehrtenschule vorerst Latein, Altgriechisch, Französisch und etwas Englisch. Ein enger Schulfreund war in diesen Jahren Werner Creutzfeldt und dessen Vater Hans-Gerhard Creutzfeldt, Professor und Chefarzt der Kieler psychiatrischen Klinik sowie einer der Entdecker der Creutzfeldt-Jakob-Krankheit, hat ihn sehr gefördert. Dieser Schulfreund Werner war ein Enkel von Werner Sombart, einem in Deutschland führenden Volkswirtschaftler vor dem Zweiten Weltkrieg. Dessen Sohn Nicolaus Sombart, ein Halbbruder von Werner Creutzfeldts Mutter, ist als Kultursoziologe und Schriftsteller bekannt geworden.
Ein weiterer Schulfreund war Ludwig von Friedeburg, Sohn des Admirals Hans-Georg von Friedeburg, der am 7. Mai 1945 die Kapitulationsurkunden mitunterzeichnet und sich wenige Tage danach das Leben genommen hatte. Ludwig von Friedeburg hat sich in der Frankfurter Schule bei Theodor W. Adorno auf dem Gebiet Soziologie habilitiert, danach wurde er Kultusminister (SPD) in Hessen und versuchte hier gegen breite Widerstände, das Schulsystem grundlegend zu reformieren, was nicht gelang. Später war er Professor und langjährig Direktor des Instituts für Sozialforschung an der Johann Wolfgang Goethe-Universität Frankfurt am Main.
Als Kieler Schulen 1942 kriegsbedingt evakuiert wurden (Kinderlandverschickung), kam Jungclaussen für ein halbes Jahr nach Templin in der Uckermark, wo er das Joachimsthaler Gymnasium mit verstärktem Mathematikunterricht besuchte. Wieder nach Kiel zurückgekehrt, erhielt er auch Privatunterricht in Mathematik und Chemie, in Deutsch und Englisch und legte Anfang 1942 an seiner alten Schule das Abitur ab. Seit etwa seinem 15. Lebensjahr wurde ihm bewusst, dass nicht alles stimmt, was gesagt wird, und so entwickelte er eine kritische Haltung gegenüber etablierten wissenschaftlichen und politischen Systemen, die ihn sein ganzes Leben begleitete und nicht selten zu Schwierigkeiten führte.
Zwei Monate nach dem Abitur wurde er zur Wehrmacht eingezogen. Er kam nach seiner Ausbildung im Frühjahr 1943 an die Ostfront, wo er zum Leutnant avancierte und nach der Kapitulation Deutschlands in Lettland in sowjetische Kriegsgefangenschaft geriet. Im Gefangenenlager in Domodedowo, einem Vorort von Moskau, verrichtete er einfache Arbeiten, zum Beispiel am Sägegatter, konnte sich aber kulturell betätigen und sich in Philosophie, Politik und Physik weiterbilden.
Im Frühjahr 1946 durften die dortigen Kriegsgefangenen zum ersten Mal nach Hause schreiben. Er schrieb an seine Mutter, denn sein Vater, Offizier im Ersten und Zweiten Weltkrieg, verstarb 1942 in Estland und ist auf dem Soldatenfriedhof in Tallinn begraben. Durch diesen Brief konnte auch sein Onkel Gustav Hertz über seinen Aufenthalt informiert werden, und ein Jahr später wurde Jungclaussen von einem sowjetischen Major im Gefangenenlager abgeholt und zu seinem Onkel nach Agudsera südlich Suchumi am Schwarzen Meer gebracht. Gustav Hertz, der als deutscher Spezialist nunmehr in Diensten der Sowjetunion stand, für den ein eigenes Institut (Thema: Isotopentrennung für das sowjetische Atombombenprojekt) aufgebaut und eine private Villa errichtet wurde, ermöglichte dies. Hardwin Jungclaussen wohnte bei seinem Onkel und war in dessen Institut sechs Jahre lang als Laborant tätig. Er wurde zunächst dem promovierten Physiker Heinz Barwich zugeteilt, dem baldigen Träger des Stalinpreises sowie späteren Professor und Gründungsdirektor des Kernforschungszentrums in Rossendorf bei Dresden. So konnte Jungclaussen also seinen Wechsel von einem Kriegsgefangenenlager bei Moskau in ein „Paradies“ am Schwarzen Meer vollziehen.
1953 begann er ein Fernstudium der Physik an der Universität Rostow am Don, das später in ein Direktstudium überführt wurde. Hier lernte er auch den deutschen Chemiestudenten Cornelius Weiss kennen, der nach der deutschen Wiedervereinigung zum Rektor der Universität Leipzig gewählt wurde, danach als Mitglied des Sächsischen Landtags in der SPD-Fraktion und schließlich als dessen Alterspräsident wirkte. Jungclaussen musste jedoch 1955 wie die meisten deutschen Spezialisten wieder zurück nach Deutschland, nach rund einem Dutzend Jahren zum ersten Mal, und er machte sich mit beiden Teilen seiner Heimat vertraut. Es war wiederum sein Onkel, der erreichte, dass er seinem Wunsch folgend an der Moskauer Staatlichen Universität (MGU, bekannt als Lomonossow-Universität, größte universitäre Einrichtung des Landes) weiterstudieren konnte. Zu einem Höhepunkt für Jungclaussen gestalteten sich hier die Vorlesungen der drei späteren Nobelpreisträger Lew Landau  (1962), Igor Tamm (1958) und Ilja Frank (1958). Sein akademischer Lehrer war Josef Salomonowitsch Schapiro. Im letzten Studienjahr absolvierte Jungclaussen ein Betriebspraktikum in Dresden bei dem Mikroelektronik-Pionier Werner Hartmann, in dessen Labor er in der letzten Zeit in Agudseri gearbeitet hatte. Danach ging er wieder zurück nach Moskau zu Schapiro, der ihm das Thema für seine Diplomarbeit vorgab: „Aufbau einer Apparatur für die Messung der zirkularen Polarisation von Gammaquanten und die Durchführung von Messungen“. Diese sollten die experimentelle Bestätigung der Nichterhaltung der Paritätssymmetrie liefern. Mit dieser Arbeit erlangte er den akademischen Grad als Diplomphysiker.
Während seiner Studentenjahre in Moskau entwickelte sich eine enge Freundschaft zu seinem deutschen Mitstudenten in der Physik Ulrich Hofmann, die sein ganzes Leben gehalten hat.

## Tätigkeit im Zentralinstitut für Kernphysik Rossendorf
Im Herbst 1956 wurde Hardwin Jungclaussen wissenschaftlicher Mitarbeiter bei Josef Schintlmeister, Leiter des Bereiches „Zyklotron“ im Zentralinstitut für Kernphysik der Deutschen Akademie der Wissenschaften zu Berlin (DAW) in Rossendorf bei Dresden. Schintlmeister hatte er bereits beim Bergsteigen im Zentralkaukasus kennen- und schätzengelernt. Gegenstand der Forschung von Jungclaussen wurde nun die Untersuchung der Eignung von Halbleiterdioden als Teilchendetektoren für die Kernspektroskopie. Er erhielt von Schintlmeister die Aufgabe, den radioaktiven Zerfall von Cäsium 137, einem Isotop des Elements Cäsium, endgültig und zuverlässig aufzuklären, was ihm auch gelang. 1962 promovierte er bei Schintlmeister zum Doktor-Ingenieur (Dr.-Ing.) mit der Dissertation „Messungen zum Zerfallsschema von Cäsium 137 (137Cs)“. Die Promotionsprüfung im Nebenfach Rechentechnik wurde von Nikolaus Lehmann abgenommen, dem bekannten Entwickler des Kleinrechners D4a, Vorgänger eines Personalcomputers (PC).

## Tätigkeit im Vereinigten Institut für Kernforschung Dubna bei Moskau
Unmittelbar nach seiner Promotion erfolgte im Herbst 1962 bis Herbst 1968 ein sechsjähriger Aufenthalt im Kernforschungszentrum Dubna, wo er im Laboratorium für Kernreaktionen unter der Leitung von Georgi Nikolajewitsch Fljorow arbeitete. Dort nahm er an Experimenten bei der Suche nach Transuranen teil. Es gelang ihm, eine Reihe experimenteller Ergebnisse theoretisch zu erklären, insbesondere ein Experiment auf der Grundlage der Schalentheorie für deformierte Kerne, was zu einer Einladung an das Niels-Bohr-Institut in Kopenhagen führte.

## Tätigkeit an der Technischen Universität Dresden
Nach seiner Rückkehr aus Dubna habilitierte er sich mit der Schrift „Formanisotropie und Spaltungsisomere schwerer Atomkerne“ zum Dr.-Ing. habil., die auf seinen in Dubna durchgeführten und veröffentlichten Arbeiten beruhte. Auch hierbei wurde er von Josef Schintlmeister sehr unterstützt.
Da seine Bemühungen um eine Professur an der Sektion Physik der TU Dresden aus politischen Gründen ohne Erfolg blieben, wechselte er zum Jahresanfang 1969 vorerst zum Zentralinstitut für Kybernetik und Informationsprozesse (Direktor: Horst Völz) an der Deutschen Akademie der Wissenschaften zu Berlin (DAW) nach Berlin-Adlershof und wurde dort Leiter der neu geschaffenen Arbeitsgruppe Informationstheorie, beschäftigten ihn doch seit seiner Jugend die Fragen: Wie denkt der Mensch? Was passiert in meinem Gehirn, wenn ich denke?
Zum Jahresende 1969 erfolgte jedoch seine Berufung an die Technische Universität Dresden (TUD) als Hochschuldozent für „Kybernetische Systeme der Informationsverarbeitung“ (entsprach C3-Professor). Den Übergang zur Universität bezeichnete er später als die schwerwiegendste Fehlentscheidung seines Lebens. Seine Bemühungen um eine Berufung als Ordentlicher Professor blieben auch hier aus politischen Gründen wiederholt ohne Erfolg. In Anbetracht der zunehmenden Differenzen in fachlicher wie politischer Hinsicht, des Gefühls des Ausgeliefertseins und der Angst vor Angriffen von außen erlitt er 1972 einen leichten psychischen Zusammenbruch, den er mit Hilfe seines Hausarztes, seiner Familie und im Zuge einer Pamir-Expedition glücklich überstand.
Besonders hervorzuheben ist seine Arbeit an zwei Projekten:
- Das Lehr- und Dateisystem LEDA, mit dem man aus dem Verhalten eines Studenten auf dessen Fähigkeiten schließen kann, und
- die Vernetzung von Operatoren, was ihm die Rekursion komplexer zu einfacheren Operatoren und den Beweis der Church-Turing-These erlaubte.

1980 entschloss er sich, offiziell auf jegliche Beförderung zu verzichten, um sich unbelastet seiner wissenschaftlichen Arbeit zu widmen.
1994 begann er mit der Entwicklung seiner Neuronalen Erkenntnistheorie, die in mehreren Büchern ihren Niederschlag fand. Noch im fortgeschrittenen Alter fuhr er von 1994 bis 1998 regelmäßig an die Technische Universität Wien, um eine Gruppe dortiger Studenten im Institut von Professor Peter Fleissner anzuleiten, die seine Erkenntnistheorie implementierten. Seine wissenschaftliche und publizistische Tätigkeit war auch 2018 noch anzutreffen ganz nach seinem Motto: „Wenn ich wirklich was verstehe, dann bin ich glücklich“.

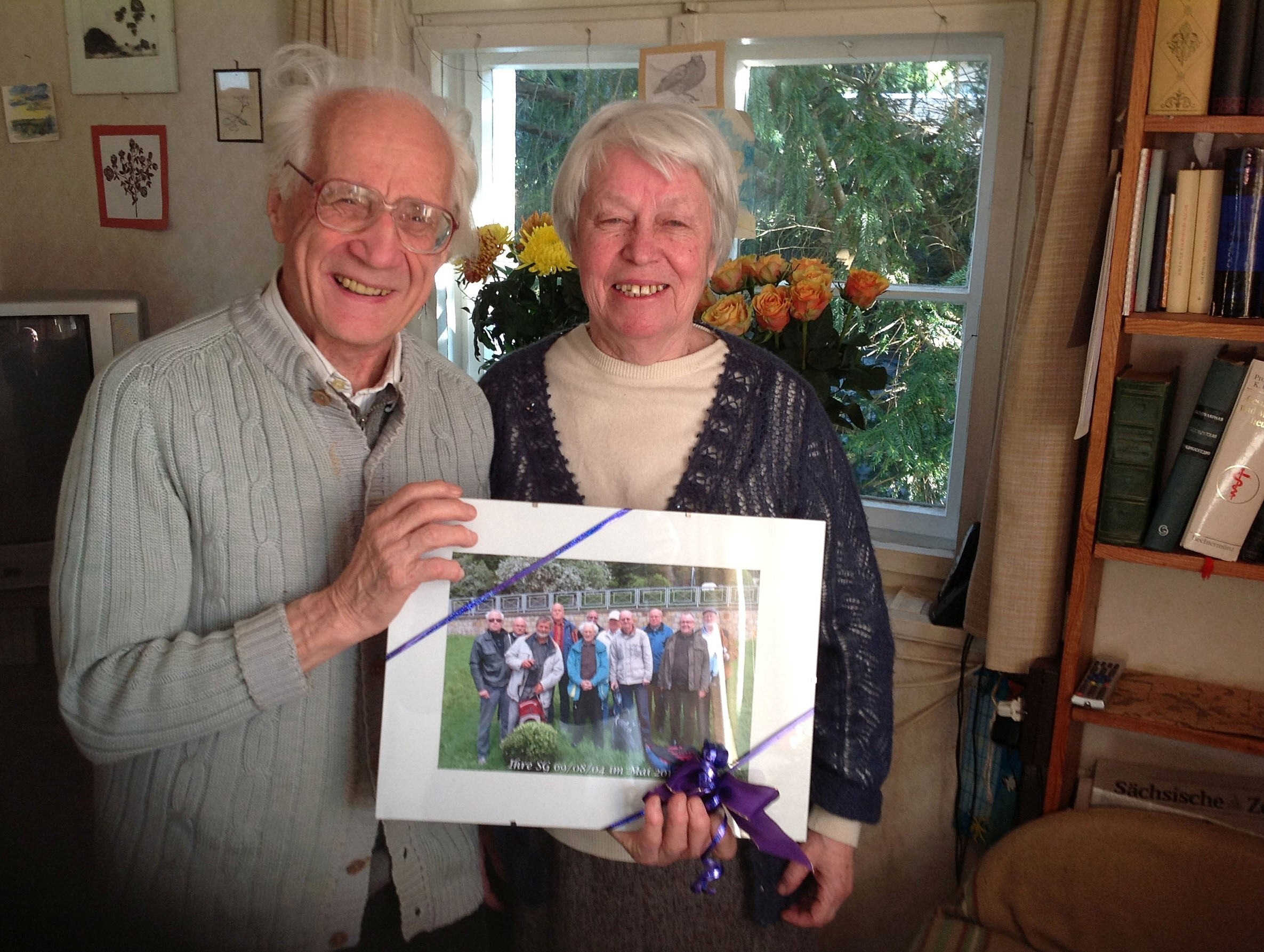
Ehepaar Jungclaussen anlässlich seines 90. Geburtstages, Dresden 2013

## Mitgliedschaften (Auswahl)
- Physikalische Gesellschaft der DDR/Deutsche Physikalische Gesellschaft, seit 1958
- Mitglied der Gesellschaft für Informatik der DDR bzw. der vereinigten Bundesrepublik, seit 1985

## Familie
Hardwin Jungclaussens Vorfahren mit dem Familiennamen Hertz waren ursprünglich jüdischer Herkunft, aber als evangelische Christen konvertiert. Seine Urgroßväter waren der Hamburger Senator Gustav Ferdinand Hertz und der Hamburger Landgerichtspräsident Christian Arning, sein Großvater der Hamburger Rechtsanwalt Gustav Theodor Hertz. Sein Großonkel war Heinrich Hertz, der Entdecker der elektromagnetischen Wellen, nach dem auch die physikalische Einheit Hertz (Hz) für die Frequenz benannt wurde, sowie sein Onkel war Gustav Hertz, dessen gemeinsam mit James Franck durchgeführten Elektronenstoßversuche (Franck-Hertz-Versuche) sich als wesentliche Stütze der Atomtheorie und der Quantentheorie erwiesen und daher 1925 mit dem gemeinsamen Nobelpreis für Physik geehrt wurden.

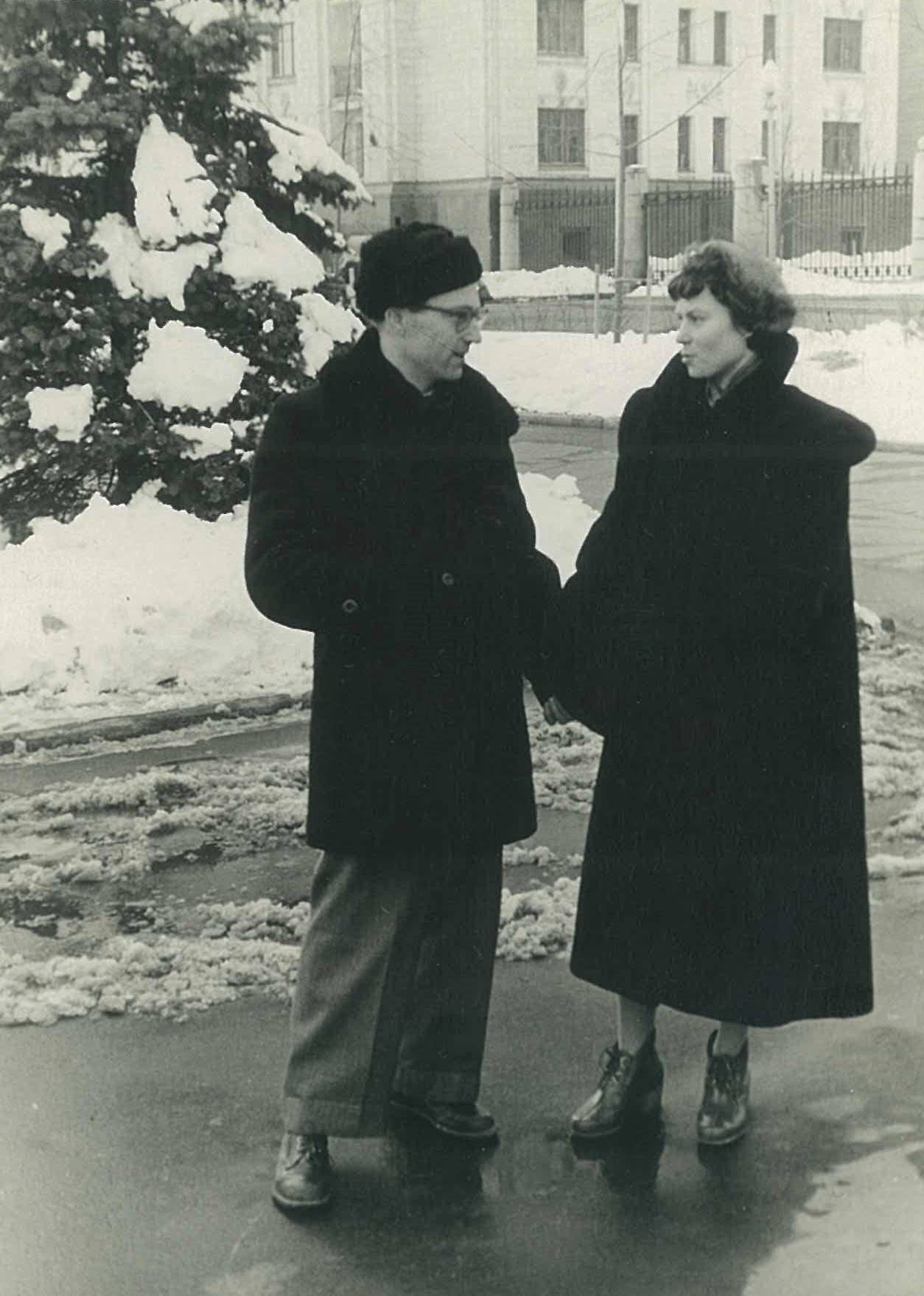
Hardwin Jungclaussen und seine zukünftige Frau Galina, Moskau 1955

Seit 1956 war Hardwin Jungclaussen mit der Mathematikerin und Germanistin Galina Kusitschkina verheiratet; die standesamtliche Trauung fand in Moskau statt. Sie haben die drei Töchter Ljudmilla (von Hardwin Jungclaussen adoptiert), Ellen und Rita.
Sein Grab befindet sich auf dem Friedhof Bühlau.

## Publikationen
Aus den Forschungsarbeiten von Jungclaussen sind rund 100 wissenschaftliche Publikationen hervorgegangen, davon mehr als 35 Buchveröffentlichungen.
- Messungen zum Zerfallsschema von Cäsium 137 ( 137Cs). Dissertation, TU Dresden 1962.
- Formanisotropie und Spaltungsisomere schwerer Atomkerne. Habilitationsschrift, TU Dresden 1968.
- Das LEDA-Experiment. In: Birgit Demuth (Hrsg.): Informatik in der DDR – Grundlagen und Anwendungen. S. 176–184, Gesellschaft für Informatik, Bonn 2008.
- Kausale Informatik. Einführung in die Lehre vom aktiven sprachlichen Modellieren durch Mensch und Computer. Mit einem Geleitwort von Erwin Stoschek. Deutscher Universitätsverlag, Wiesbaden 2001, ISBN 978-3-8244-2143-5.
- Gespräche zu Dritt. Teil I: Wie erkennen wir die Welt? Disput über eine neuronale Erkenntnistheorie. trafo Wissenschaftsverlag, Berlin 2009, 2. Auflage 2016, ISBN 978-3-86464-111-4.
- Gespräche zu Dritt. Teil II: Wie handeln wir? Disput über menschliches Verhalten und seine neuronalen Grundlagen. trafo Wissenschaftsverlag, Berlin 2011, 2. Auflage 2016, ISBN 978-3-86464-112-1.
- Gespräche zu Dritt. Teil III: Wie leben wir zusammen? Disput über Schritte in die Zukunft. trafo Wissenschaftsverlag, Berlin 2013, 2. Auflage 2016, ISBN 978-3-86464-113-8.
- Frei in drei Diktaturen – Wie ich mein Leben erlebte und wie ich mein Glück fand. Autobiografie. trafo Verlagsgruppe Dr. Wolfgang Weist, trafo Literaturverlag, Reihe Autobiographien Band 48, Berlin 2015, 213 S., ISBN 978-3-86465-050-5.
- Antworten auf die Frage: "Wer sind wir?" Ein Essay. trafo Wissenschaftsverlag, Berlin 2016, ISBN 978-3-86464-119-0.
- Der Aufgang des Abendlandes. Ein Essay. trafo Wissenschaftsverlag, Berlin 2016, ISBN 978-3-86464-143-5.
- Wem hilft Gott? Wege zum inneren Frieden. Ein Essay. trafo Wissenschaftsverlag, Berlin 2017, ISBN 978-3-86464-117-6.

Darunter Übersetzungen aus dem Russischen:
- Lehrbuch der theoretischen Physik. Erster Band: Mechanik  des fünfbändigen Werkes von Lew Landau und Jewgeni Lifschitz. Verlag Europa-Lehrmittel Nourney, Vollmer; Haan-Gruiten 1962, 5. Auflage 1967.